# Bei de Tunes

Bei de Tunes foi o título dos governantes do que é hoje a Tunísia entre o início de século XVII (ou século XVIII, segundos outros autores) e 1957, quando foi instituida a república.
Originalmente o Bei de Tunes era basicamente um governador civil do Império Otomano, que em 1574 tomou definitivamente o controlo do país. A partir do início do século XVIII, com a ascensão ao poder dos husseinitas, os beis alcançam uma autonomia de facto, que é quase uma espécie de independência, embora continuando sob suserania do sultão de Constantinopla. O primeiro representante dessa dinastia foi Huceine ibne Ali, que assumiu o poder em 1705. O regime "beilhical" que pôs fim ao breve episódio de Ibraim Cheri, que tinha ajudado a derrubar a dinastia murádida, tornou-se rapidamente uma monarquia na qual o bei é o soberano. Sob o governo de Sadok Bay, é estabelecida a Constituição Tunisiana de 1861, primeira constituição escrita do país.
Depois de ter perdido grande parte do seu poder durante o protetorado francês, a partir de 1881, os beis só perderiam definitivamente o poder após a independência da Tunísia, proclamada em 1956. Embora no mesmo ano tenha sido proclamado o "Reino da Tunísia", o poder de facto já estava nas mãos do partido Néo-Destour, de Habib Bourguiba. A república tunisina é proclamada a 25-7-1957, abolindo assim todo o poder monárquico.

## Contexto histórico
Em 1574, antes de deixar Tunes, Sinan Paxá, o comandante do corpo expedicionário otomano que tinha tomado posse da cidade em nome do sultão otomano, dá posse ao governo da nova província. Este é dirigido por um paxá nomeado por três anos e assistido por um divã ou conselho de regência que inclui os 40 oficiais superiores (ou deis). A oração de sexta-feira é feita em nome do sultão otomano, comandante dos crentes, e uma nova moeda, cunhada em seu nome, substitui a moeda haféssida.
Uma assembleia geral da milícia turca designava 40 deis, sendo um deles escolhido cmo chefe do governo e das tropas e outro, o bei do campo, era encarregado de tratar ds impostos e subjugar as tribos do interior em digressões semestrais. Posteriormente, o paxá vai perdendo funções e o divan passa a reunir apenas para casos graves. Pouco depois, em Argel passa-se o mesmo, levando, ficando a maior parte do poder nas mãos de um dei que mantém as suas prerrogativas até 1830.
Os primeiros deis de Tunes sabem conciliar-se com a população tunisina. Entre esses primeiros deis que destacam-se claramente Youssef Dei, que sucede a Othman Dei quando este morre em 1610 e que foi um governante notável da cidade, juntamente com o seu ministro Ali Thabet. Nessa época o dei era assistido pelo bei do campo, assim chamado porque comandava a mhalla ou colónia volante encarregada de cobrar os impostos em dinheiro ou em espécie entre as tribos rurais. Devido às suas atribuições, o bei ganha gradualmente uma grande autoridade junto das tribos e dos habitantes do interior para quem ele é praticamente a única autoridade. Esta deslocação do poder acentua-se quando é escolhido para bei um renegado de nome Murad Bei, que funda a primeira dinastia "beilhical" hereditária, os murádidas.

## Residências

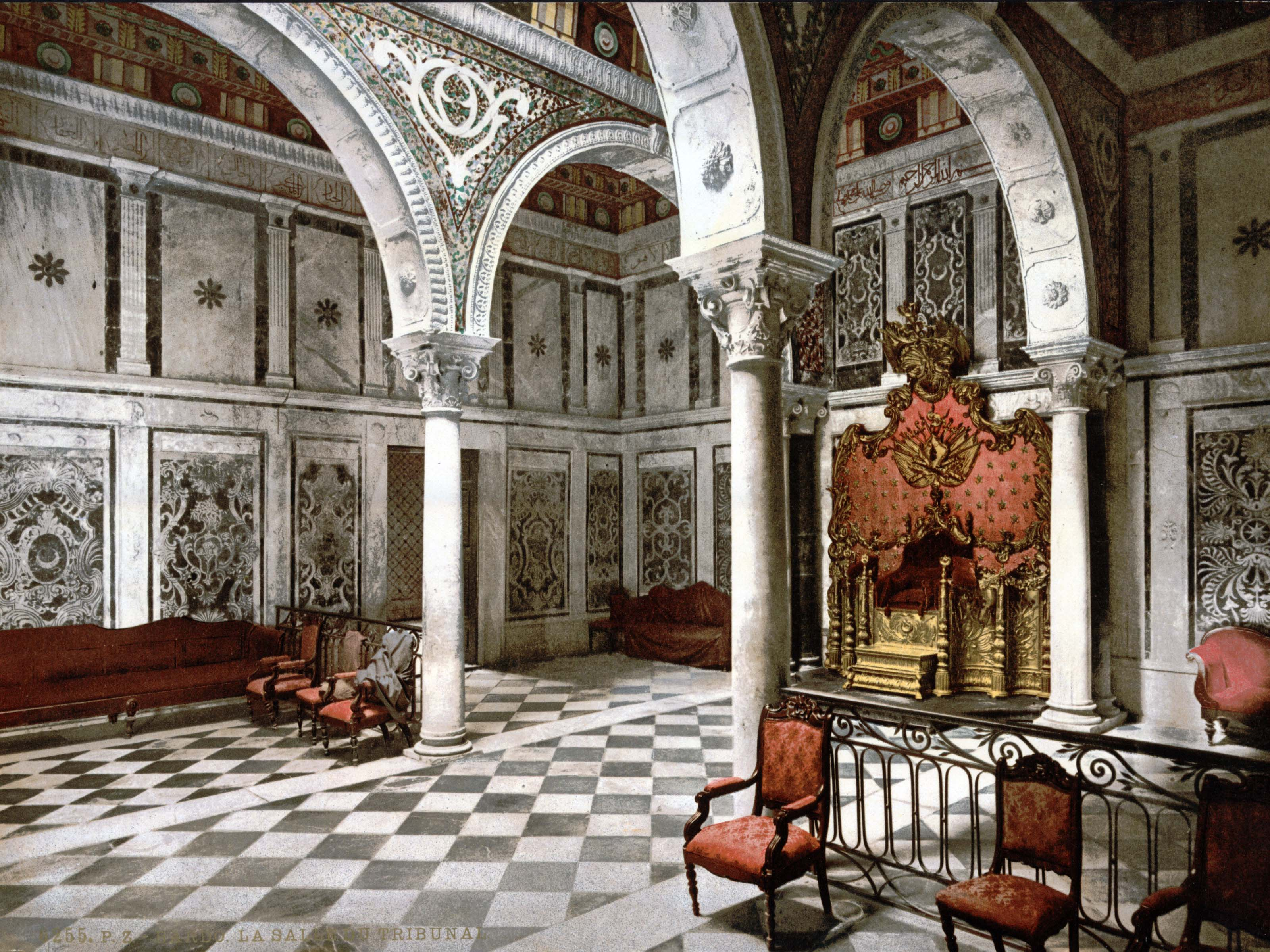
Interior do Palácio do Bardo.

Segundo a tradição, cada bei tinha o seu palácio, pois não podia viver no palácio do seu antecessor por respeito às suas viúvas. Entre os palácios mais importantes destacam-se o do Bardo, de Ksar Saïd, de Cartago, de Hammam Lif, de Mornag ou de La Goulette. A propósito do palácio do Bardo, o botânico René Desfontaines, que visitou a Regência de Tunes no final do século XVIII, deixou a seguinte descrição:
| “ | O bei reside num bonito castelo chamado o Bardo, situado no meio de uma grande planície, a três quartos de milha a norte da cidade. O castelo é muito antigo: Leão, o Africano diz-nos que, no seu tempo, os reis já ali passavam estadias. A muralha que o rodeia é bem construída e defendida por algumas peças de canhão colocadas ao lado da porta de entrada. A corte do bei é numerosa; os oficiais que a compõem são, em geral, muito honestos e muito educados em relação aos estrangeiros. | ” |

Muitos dos palácios foram reconvertidos após a abolição da monarquia. O palácio do Bardo acolhe atualmente o Museu Nacional do Bardo e a câmara dos deputados. O de Cartago tornou-se a sede da Academia Tunisina das Ciências, Letras e das Artes.